# Красный Восток (Омская область)
Красный Восток — деревня в Шербакульском районе Омской области России. Входит в состав Славянского сельского поселения. Население 172 чел. (2010) .

## География
Красный Восток находится в юго-западной части Омской области, в пределах Ишимской равнины, являющейся частью Западно-Сибирской равнины.

## История
Основано в 1930 году путем объединения нескольких белорусских хуторов в колхоз «Красный Восток». В 1941 году в деревне поселяют депортированных немцев с Поволжья. С 1954 году отделение целинного совхоза «Славянский».
В соответствии с Законом Омской области от 30 июля 2004 года № 548-ОЗ «О границах и статусе муниципальных образований Омской области» деревня вошла в состав образованного муниципального образования «Славянское сельское поселение».

## Население
| 2010 |
| ---- |
| 172  |

 деревня Красный Восток
Гендерный состав
По данным Всероссийской переписи населения 2010 года в гендерной структуре населения из 172 человек мужчин — 82, женщин — 90	(47,7 и 52,3 % соответственно)
Национальный состав
Согласно результатам переписи 2002 года, в национальной структуре населения русские составляли 39 %, казахи	32 % от общей численности населения в 207 чел..

## Инфраструктура
Развитое сельское хозяйство. Личное подсобное хозяйство.

## Транспорт
Проходит дорога муниципального значения.